# 제이 켈리
"제이 켈리"(영어: Jay Kelley)는 2025년 개봉 예정인 미국의 성장, 코미디 드라마 영화이다. 노아 바움백이 감독과 공동각본을 맡았다. 제82회(2025년) 베네치아 영화제 황금사자상 경쟁후보작이다.